# Don Kessinger
Donald Eulon Kessinger (Forrest City, Arkansas, 17 de julio de 1942), más conocido como Don Kessinger, es un exjugador profesional estadounidense de béisbol que se desempeñó en la posición de campocorto en las Grandes Ligas de Béisbol (MLB). Logró obtener dos Guantes de Oro.

## Carrera
Kessinger jugó como profesional doce temporadas en Chicago Cubs (1964-1975), después pasó a St. Louis Cardinals (1976-1977), luego a Chicago White Sox, donde jugó tres temporadas (1977-1979), y fue el equipo en el que se retiró.

## Premios
Fue galardonado con el Guante de Oro en dos oportunidades (1969 y 1970).